# Château de Bellegarde (Loiret)
Pour les articles homonymes, voir Château de Bellegarde.
Le château de Bellegarde, également appelé château des l'Hospital, est un château français, siège d'un éphémère duché de Bellegarde (1646) puis du marquisat de Bellegarde, se situant sur la commune de Bellegarde (alias Choisy-aux-Loges), dans le département du Loiret et la région Centre-Val de Loire.

## Historique

### AuXesiècle
Première mention de Sociacum (charte de Téduin en 984), située sur les voies des invasions hongroises, la région se hérisse de place fortes en bois entourée de palissades.

### AuXIIesiècle
En aout 1124  charte de fondation de Soisy aux Loges, entre Philippe Duc d'Orléans et Guillaume de Soisy, un donjon de pierres vient remplacer la maison forte en bois, (les fondations du donjon semblent remonter au XIIe siècle, trois éléments d'arcature en font foi au rez-de-chaussée.C'est à cette époque que débutent les travaux de construction de l'église, . 

### AuXIVesiècle
Au XIVe siècle, Nicolas Braque acquiert le fief de Soisy en octobre 1358 , il fait édifier l'actuel donjon du château, , sur plan carré avec quatre tourelles en encorbellement. Le château est inauguré par Charles V le sage le 13/07/1376. Le fief est transmis à sa fille Jeanne qui épouse Jean de l'Hospital.

### AuxXVeetXVIesiècles
Le château des l'Hospital (issus en lignée féminine des Braque) change de physionomie sous Henri IV et Louis XIII, par l'action de Jacques de l'Hospital (1578-1635 ; de la branche aînée des L'Hospital, alors que le maréchal Nicolas était de la branche cadette), dernier comte et premier marquis de Choisy-aux-Loges. À cette époque, Claude Chastillon dessine le château, et Dom Morin le décrit. Jacques de l'Hospital fait notamment ajouter à l'ouest donjon le pavillon des Ondes qui renferme un bel escalier à rampe de fer forgé.
Dans la haute cour ou cour d'honneur (actuelle cour d'Antin), on trouve la tour capitaine, construite par Jacques de l'Hospital, abritant dans un premier temps un colombier. Elle est alors gravée par Chastillon (1564-1606). Puis, sous Louis XV, elle est aménagée en habitation par Gautier, sieur de Bésigny, avant-dernier marquis de Bellegarde. L'origine de son nom se trouve dans cette dernière histoire : Gauthier de Bésigny aurait fait installer dans ce bâtiment le concierge, qu'on nommait alors capitaine.
Dans le courant du XVIIe siècle, les derniers l'Hospital édifient, à une date inconnue, les granges de la basse cour, dont les portes de briques rayonnantes subsistent encore.
Roger de St-Lary acquiert Choisy, et devient duc de Bellegarde à Choisy-aux-Loges en 1646 (il était duc de Bellegarde à Seurre depuis 1619).

### À la fin duXVIIesiècle: le duc d'Antin, fils deMmede Montespan
En 1692, le duc d'Antin (apparenté aux St-Lary) achète le château de Bellegarde.
En 1715, le Duc d'Antin, fait réaliser les plans du duché de Bellegarde par l'arpenteur du Roi Hyppolite Matis, ces plans seront complètès en 1724 après diverses  acquisitions notamment le domaine de Chancy situé à Presnoy .Ces plans sont visibles à la BNF.
À partir de 1717, Le duc d'Antin fait remanier les deux cours du château pour aménager ses écuries dans la basse cour, et ses appartements personnels dans la haute cour. Il commence par le pavillon d'Antin (abritant actuellement le café du château et la collection de sculptures Charles Desvergnes), puis fait ajouter le pavillon de la salamandre (actuelle mairie), les cuisines, le pavillon de la surintendance (ainsi nommé en hommage au duc, surintendant des bâtiments du roi). Il fait également aménager le donjon, en perçant notamment de hautes fenêtres (on voit encore aujourd'hui la trace des anciennes ouvertures).

### Milieu duXVIIIesiècle: après le duc d'Antin
En 1776, Pierre Gilbert de Voisins, marquis de Villennes, président à mortier au parlement de Paris, acquiert le marquisat de Bellegarde pour 1,2 million de livres. Devenu marquis de Bellegarde, il fait construire en 1782, par Viel, l'actuel escalier d'honneur de la face sud, avec des colonnes dans un style néo-grec.

### XIXesiècle: la dégradation continue d'un ancien domaine quasi royal
La grille de la cour d'Antin portant le monogramme de Durand-Pingot remplace en 1836 celle du duc d'Antin, enlevée par les Alliés en 1815.

### XXesiècleet de nos jours
La mairie occupe les lieux, et le château sert de lieu d'expositions.

## Galerie

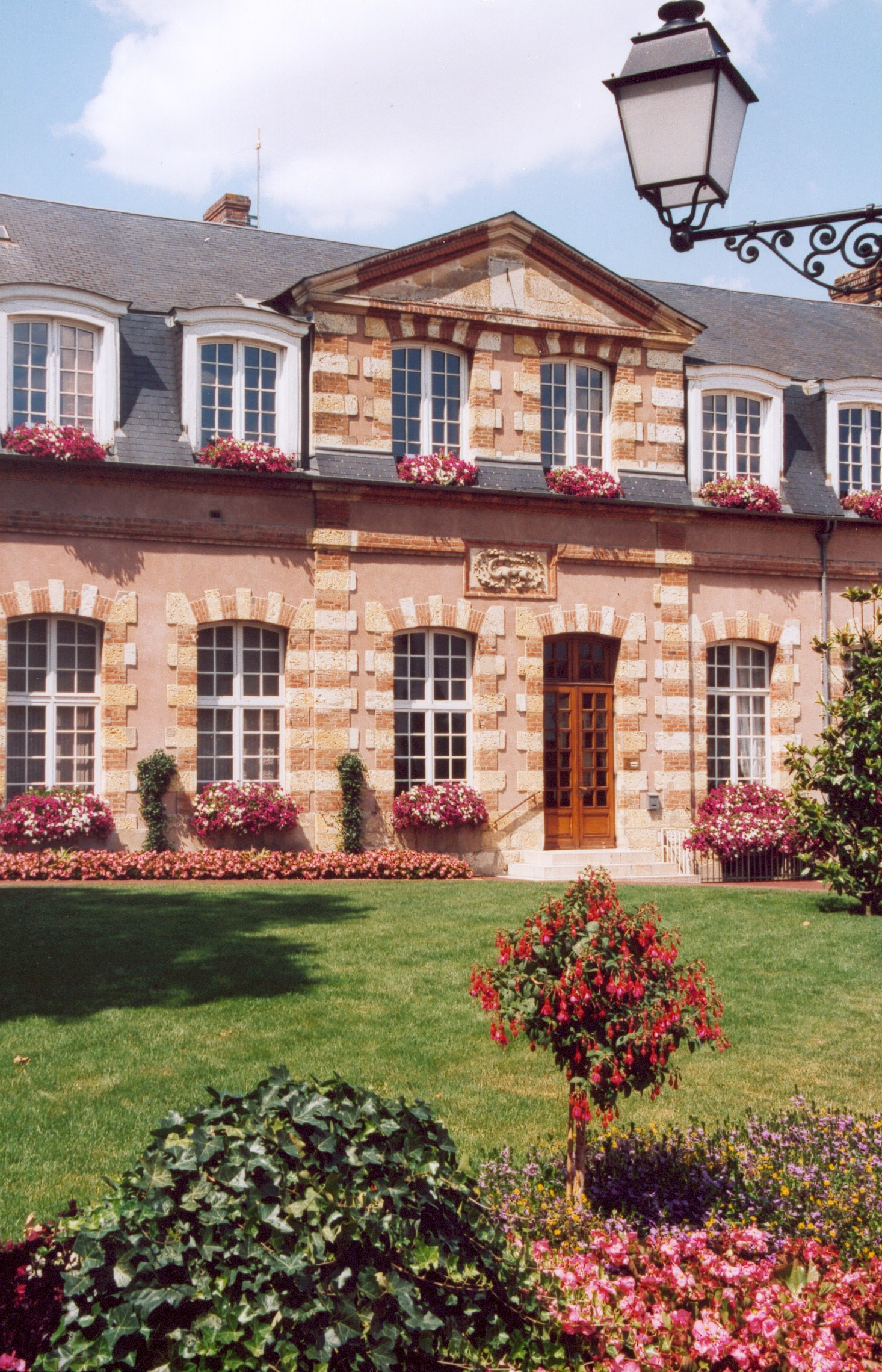
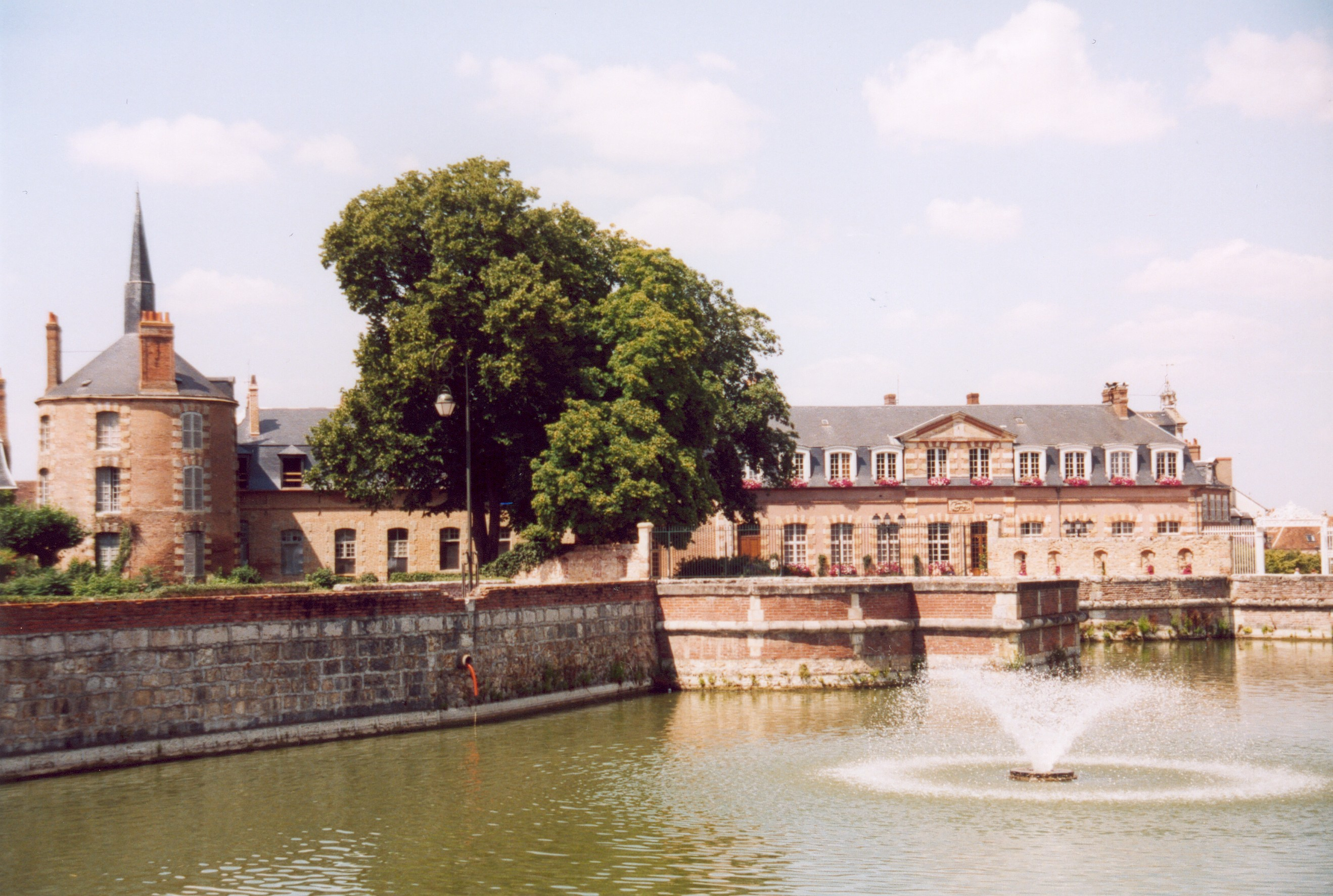
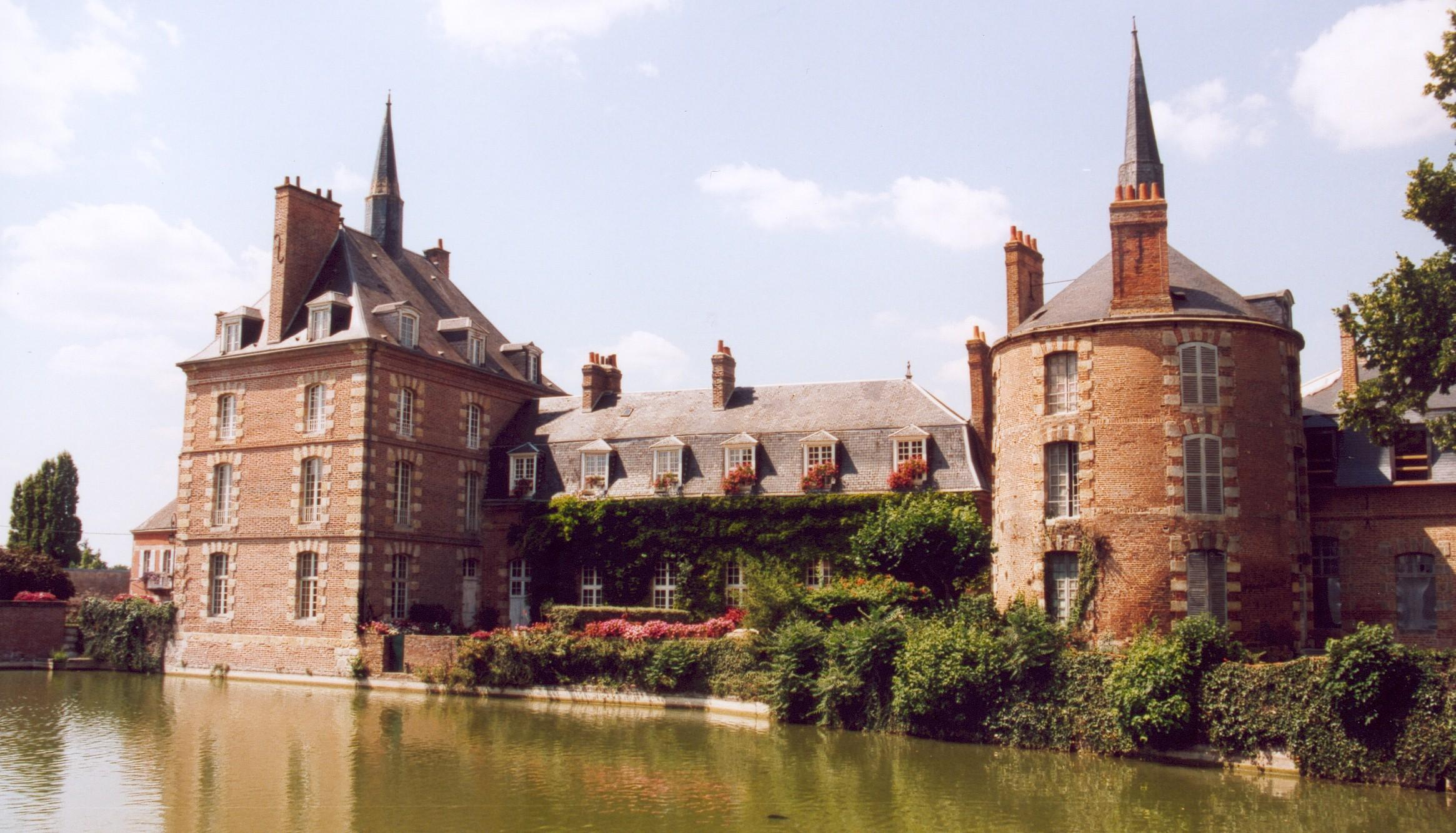
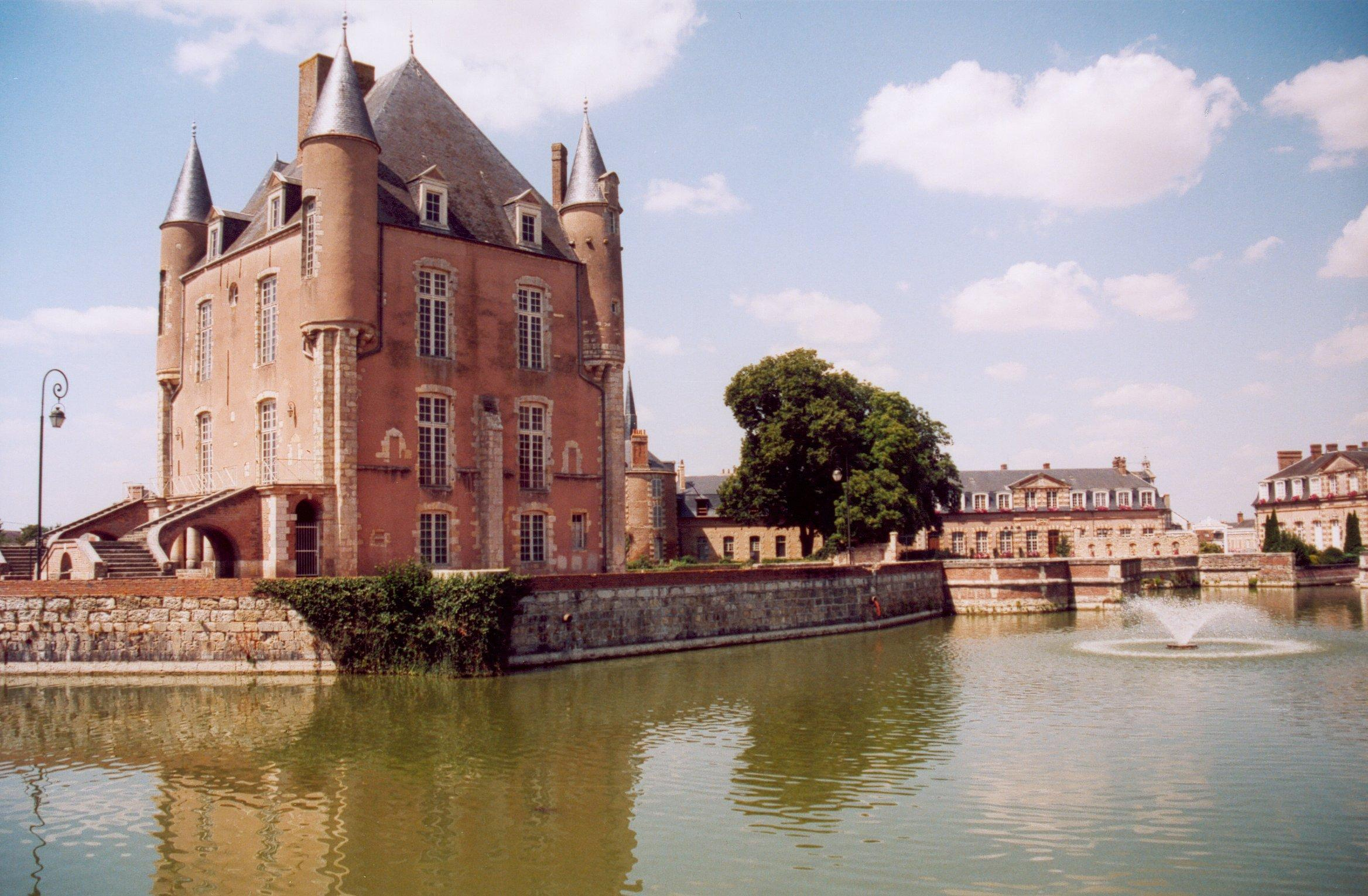

## Restitution 3D des jardins disparus

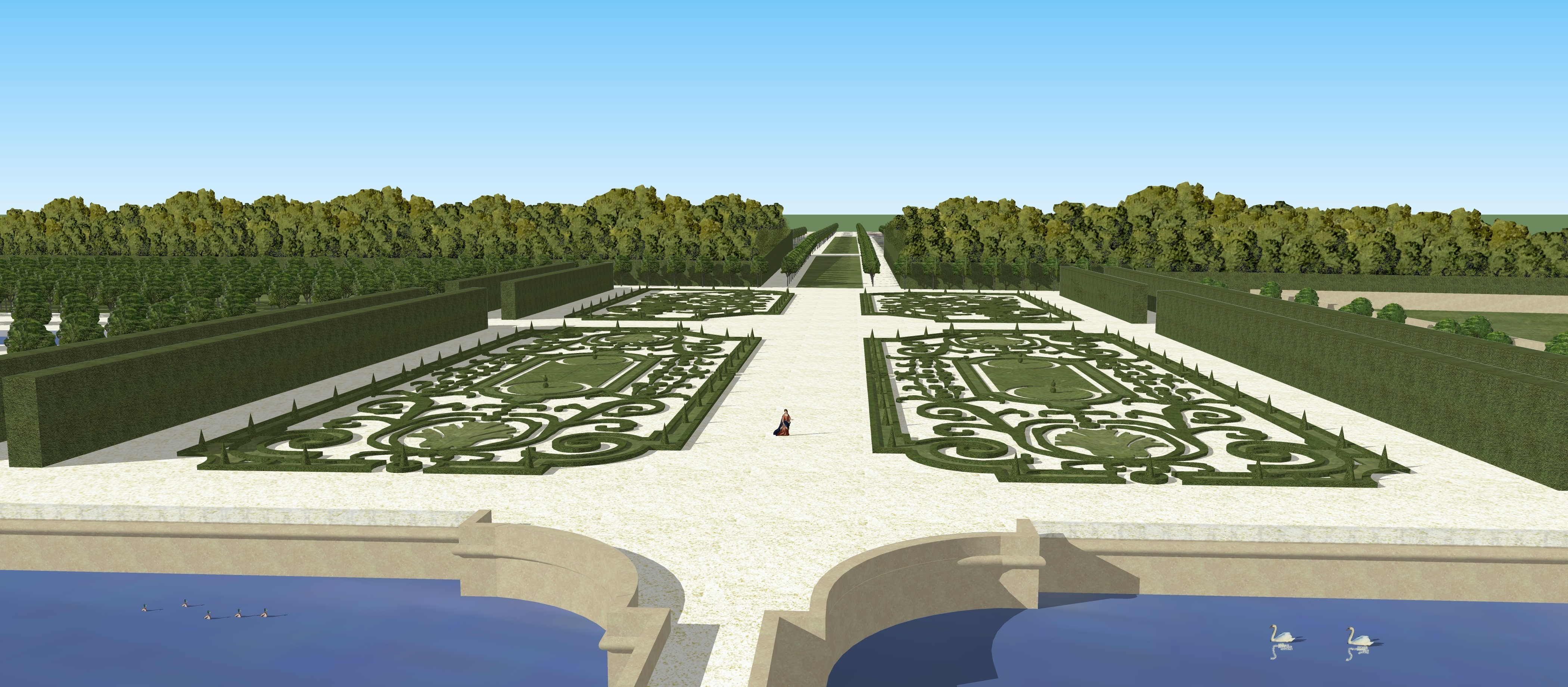
Restitution de la vue sur le grand parterre du château de Bellegarde depuis le deuxième étage, vers 1720.

Les jardins du château de Bellegarde au temps du duc d'Antin nous sont connus grâce à un recueil de Matis, conservé à la BNF. Il décrit en détail toutes les différentes parties du jardin.
Devant le château se trouvait un superbe parterre de broderies, organisé suivant quatre compartiments. Il n'y avait pas de bassin au centre, entre ces parterres, mais un grand vide. Le château était lui entouré d'eau, ce qui suffisait comme présence aquatique aux pieds du château.
Depuis le bout de ce parterre, un Tapis Vert était aménagé, il montait légèrement jusqu'à une petite coline. Situé tout en haut du Tapis Vert, on pouvait se retourner et alors on découvrait le château axé sur la grande perspective.
Du côté des communs, on trouvait ensuite un aménagement original : de fines lignes de pelouses alternaient avec des rangés d'arbres. Le tout était d'une grand régularité et symétrie. Un grand bassin central en ornait le centre (conservé). Deux canaux étaient situés non loin, un plus petit (conservé) et un autre plus grand (conservé pour partie). Ces lignes de pelouse rappellent le parterre de l'Orangerie du château de Saint-Mandé pour Fouquet.

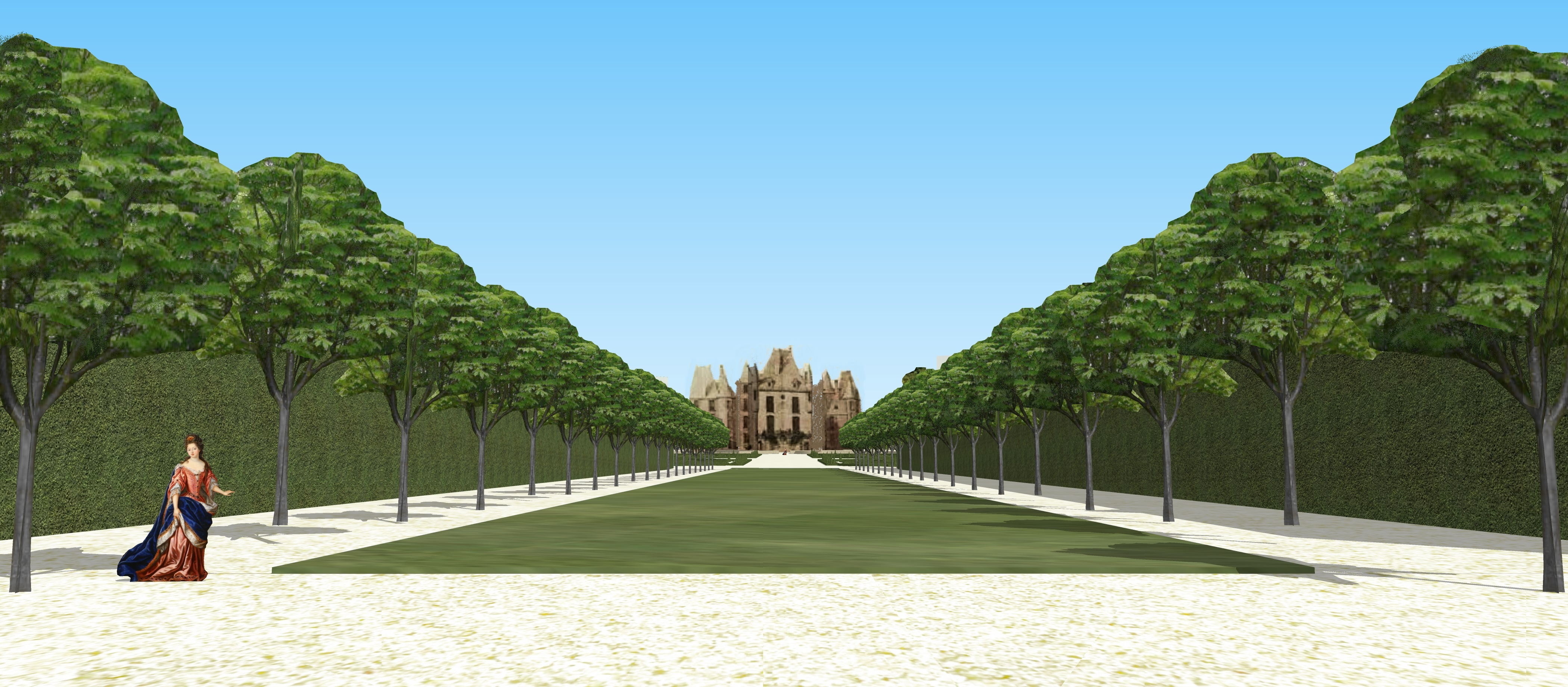
Schéma de la vue sur le château de Bellegarde depuis le bout du tapis vert, vers 1720
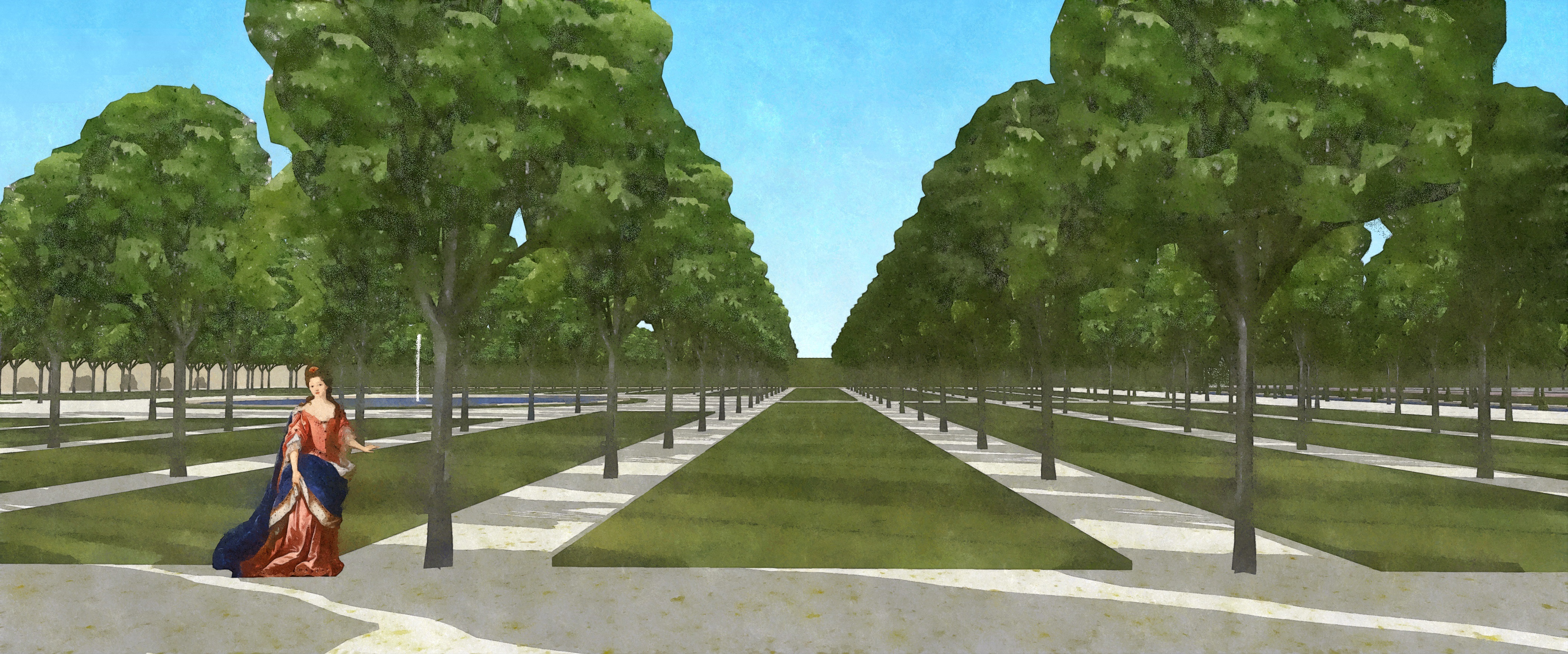
Château de Bellegarde, schéma des allées de pelouse, copiées sur le parterre de l'Orangerie du château de Saint-Mandé de Fouquet

De ce lieu, on accédait ensuite au bosquet des cloîtres, immense espace végétal de pelouse, régulatirsé de manière assez simple par des petites hauteurs d'appui végétales et des arbres encore alignés sur de grandes distances. Au centre de ce bosquet se trouvait un grand bassin. Ce bosquet des Cloîtres copie littéralement le bosquet des Cloîtres des jardins hauts du château de Meudon.

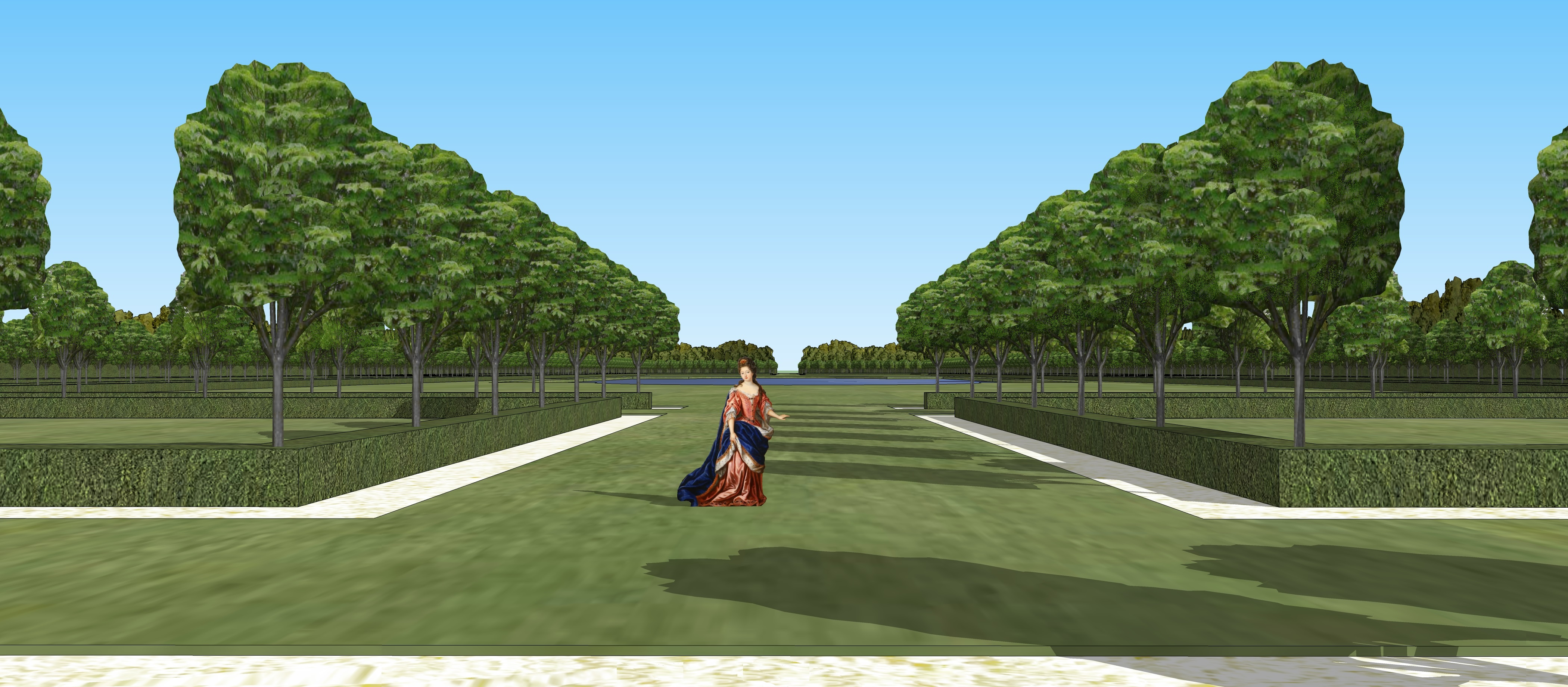
Restitution de la vue depuis l'entrée du bosquet des Cloitres au château de Bellegarde, vers 1720.
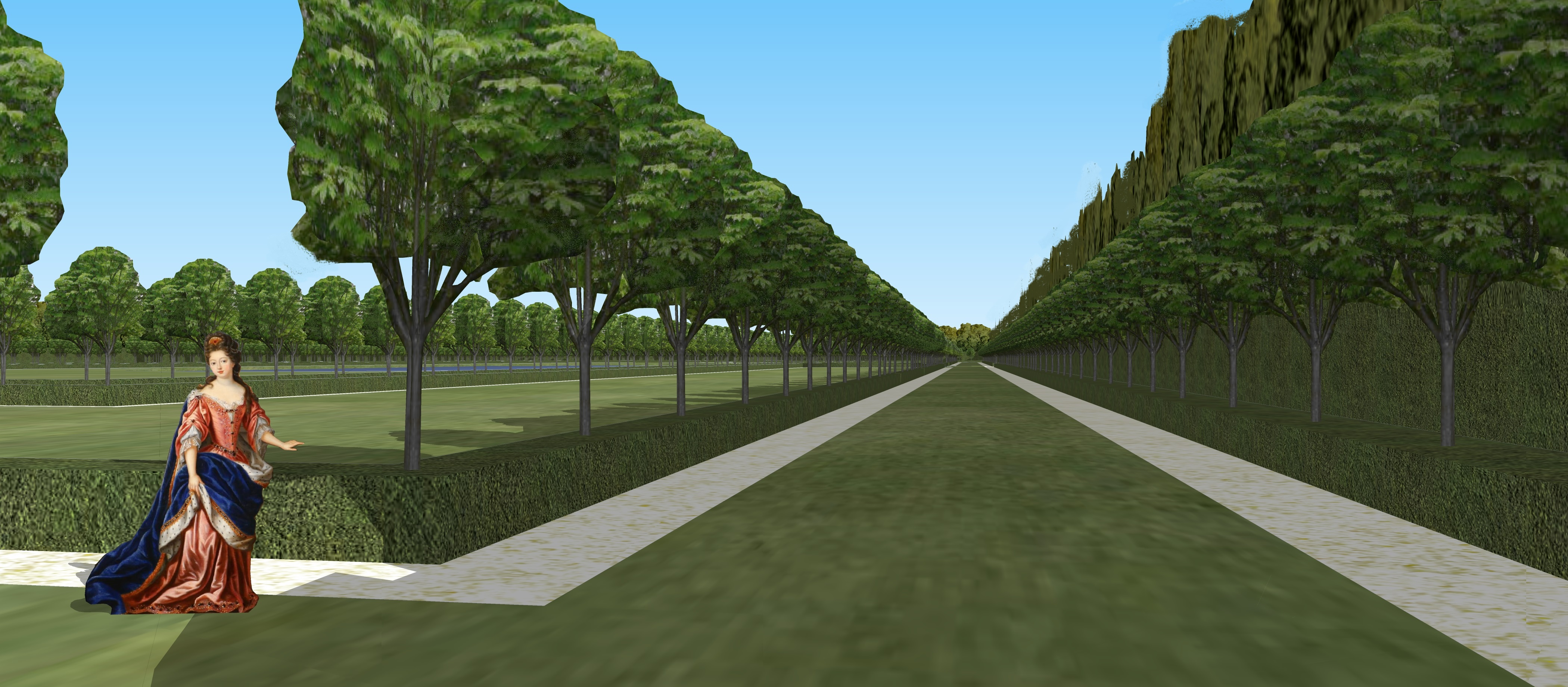
Restitution de la vue sur le bosquet des Cloistres du château de Bellegarde (Loiret), fin XVIIe début XVIIIe

Ensuite la visite du jardin se poursuivait dans le parc et la forêt : dans un bosquet, une île avait été aménagée (conservée). Elle servait sans doute pour des fêtes éphémères et comme lieu de promenade. Elle rappelait l'île du château de Clagny, et évoquait également la magie et les charmes des magiciennes Armide ou des jardins enchantés d'Alcine.

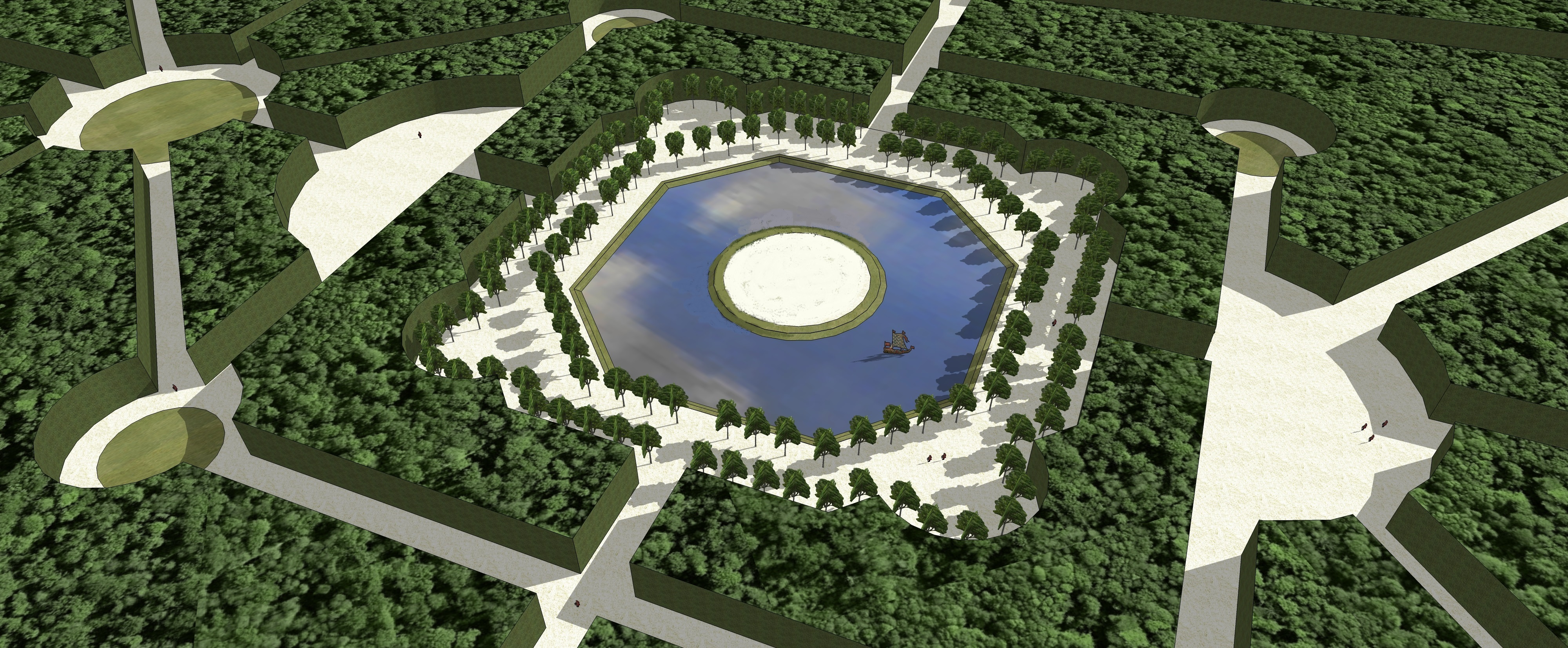
Restitution du bosquet de l'Ile dans les jardins du château de Bellegarde, vers 1720.
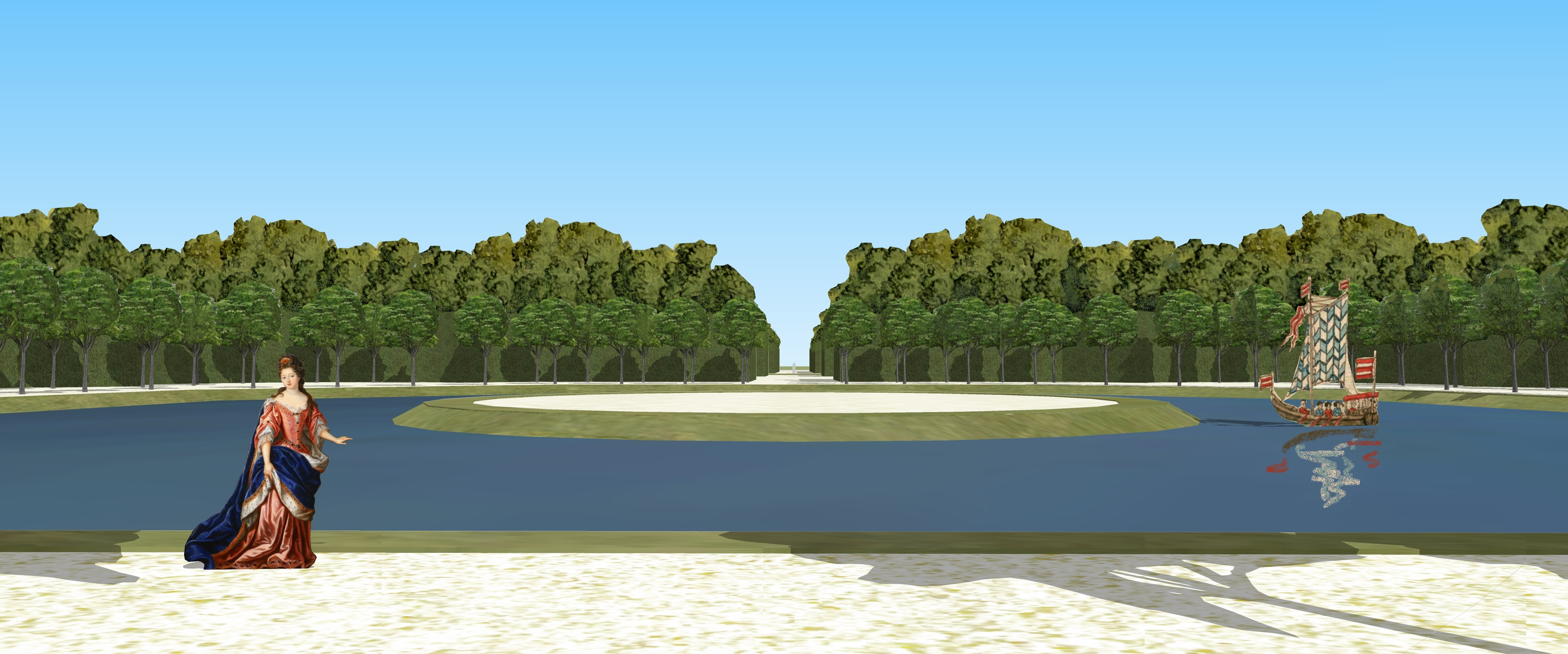
Restitution de la vue sur le bosquet de l'Ile de Bellegarde au temps du duc d'Antin (Loiret)

En continuant la promenade on découvrait ensuite un grand pré, le pré dit du duel. C'était une grande pelouse entouré d'arbres. Mais d'un plan trapézoidal, qui paraissait rectangle. La largeur finale de cet espace était presque quatre fois plus grande que la largeur initiale : à l'évidence l'espace avait été agrandi au fur et à mesure pour étonner le spectateur. Ce pré descendait au point final des jardins qui était la grande pièce d'eau (conservée). Quatre rangées d'arbres la cernaient et donnaient de la majesté à ce lieu naturel.

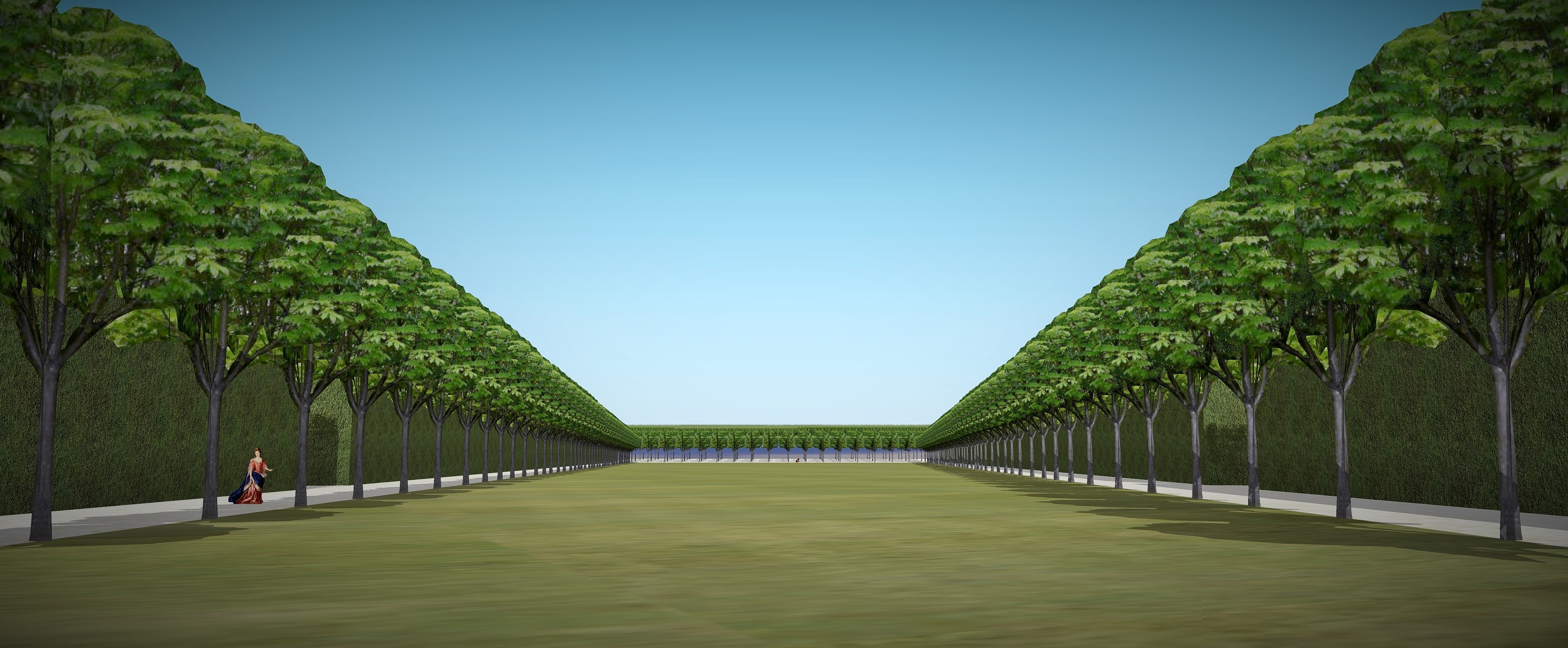
Vue depuis l'entrée du pré du duel au château de Bellegarde, vers 1720.
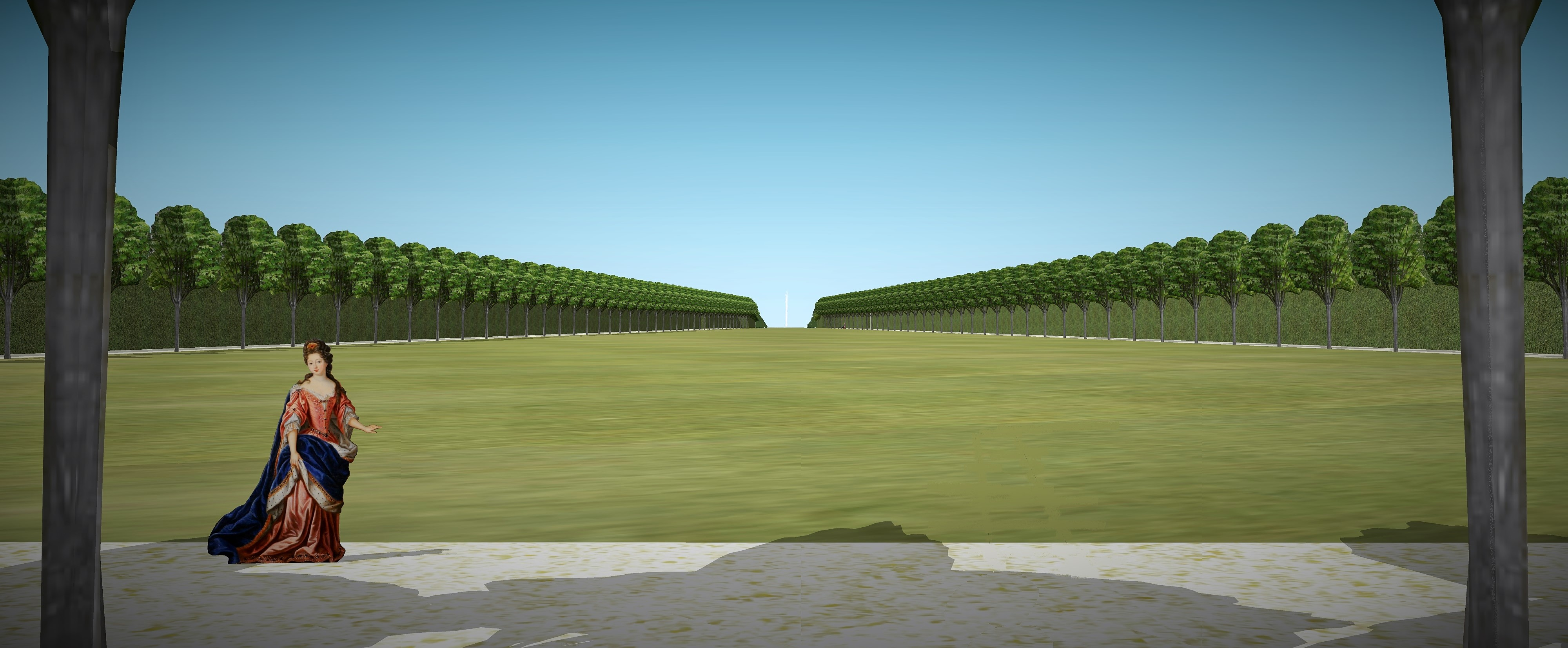
Vue depuis le bas du pré du duel au château de Bellegarde, vers 1720.

En conclusion, les jardins de Bellegarde étaient fort simples dans leur vocabulaire et leur structure : la Nature primait sur l'Art. Point de cascades, de pavillons, de statues artificielles, mais au contraire le règne de la Nature, de l'eau, de la pelouse, des arbres et de la forêt. Le duc d'Antin avait à l'évidence copié l'essence et l'âme des jardins du château de Meudon appartenant au Grand Dauphin. Et quand on connaît la vénération du duc d'Antin pour Monseigneur, on n'est point surpris de constater qu'il a copié parfois presque servilement certains aménagements, par exemple pour le grand bosquet des cloîtres repris de Meudon.

## Classement
Le château de Bellegarde n'est que partiellement inscrit à l'inventaire des Monuments historiques. Les façades et toitures des bâtiments suivants : le donjon et le pavillon du XVIIe siècle accolé au donjon, les pavillons d'Antin, de l'Intendance et du Capitaine, et les deux pavillons attenants, les pavillons du Jardinier, de la Salamandre (actuel hôtel de ville), de l'Écuyer et ses écuries attenantes, ont été inscrits le 24 avril 1928. Les parties des communs furent inscrits le 13 mai 1937. Enfin, le donjon de l'ancien château (murs, parapets et tertres des douves, plateforme avec ses deux ponts d'accès) fut inscrit le 22 octobre 1969